# Йёргенсен, Эрик
Эрик Арне Йёргенсен (дат. Erik Arne Jørgensen; 21 апреля 1920, Нюборг — 9 июня 2005, Оденсе) — датский легкоатлет.
В 1946 стал бронзовым призёром чемпионата Европы в беге на 1500 метров с временем 3:52,8 с.
В 1948 участвовал в олимпийских играх в беге на 1500 метров, в которых занял 9-е место с временем 3:56,1 с (в финале).
Личный рекорд на 1500 м — 3:50,4 с (1948; этот результат был рекордом Дании до 1952).